# Irakli Garibashvili
Irakli Garibashvili (tiếng Gruzia: ირაკლი ღარიბაშვილი, ngoài ra còn được phát âm là Gharibashvili) (sinh ngày 28 tháng 6 năm 1982) là chính trị gia Gruzia, từng giữ chức Thủ tướng Gruzia từ ngày 20 tháng 11 năm 2013 đến ngày 30 tháng 12 năm 2015 và từ 22 tháng 2 năm 2021 đến ngày 29 tháng 1 năm 2024 . Ông từng là Bộ trưởng Bộ Nội vụ trong nội các của Thủ tướng Bidzina Ivanishvili từ năm 2012 đến năm 2013. Ở độ tuổi 42, ông là một trong hai nhà lãnh đạo trẻ nhất thế giới sau Kim Jong-un. Garibashvili đã kết hôn với Nunuka Tamazashvili (sinh năm 1983), và có ba người con là Nikoloz (sinh năm 2005), Andria (sinh năm 2010), và Gabriel (sinh năm 2015).